# Regenboogparkiet
De regenboogparkiet of veelkleurenparkiet (Psephotellus varius) is een vogel uit de familie Psittaculidae (papegaaien van de Oude Wereld). Deze soort is een endemische vogelsoort in zuidelijk en zuidwestelijk Australië.

## Kenmerken
Deze parkiet is 27 tot 28 cm lang en weegt 53 tot 79 g. De vogel is overwegend helder groen gekleurd met boven de snavel, op het voorhoofd een geel vlekje en achter op de kruin een petje, als een soort "keppeltje". De kleine vleugeldekveren zijn geel en de uiteinden van de grote vleugeldekveren zijn donkerblauw en de vleugelpennen zijn aan de uiteinden bijna zwart. De buik, anaalstreek, stuit en onderstaartdekveren zijn geel met oranje vlekken. Het vrouwtje is veel doffer gekleurd, meer olijfgroen en licht op de buik en borst.

## Verspreiding en leefgebied
Deze soort is endemisch in de licht beboste graslanden en droge scrublands van zuidelijk en zuidwestelijk Australië. De vogel broedt daar in de bast en holtes van oude bomen in de buurt van kreken en waterbronnen in de halfwoestijn.

## Status
De regenboogparkiet heeft een groot verspreidingsgebied en daardoor is de kans op de status  kwetsbaar (voor uitsterven) gering. De grootte van de wereldpopulatie is niet gekwantificeerd. De soort gaat in aantal achteruit. Het leefgebied wordt plaatselijk aangetast, maar de vogel is niet schaars. Het tempo van achteruitgang ligt onder de 30% in tien jaar (minder dan 3,5% per jaar). Om deze redenen staat de vogel als niet bedreigd op de Rode Lijst van de IUCN. De vogel staat op de Bijlage II van het CITES-verdrag, daardoor zijn er aan de handel in deze soort beperkingen gesteld.